# 邢侗街道
邢侗街道，是中华人民共和国山東省德州市临邑县下辖的一个乡镇级行政单位。

## 行政区划
邢侗街道下辖以下地区：
洛源社区、广场社区、瑞恒社区、凯旋社区、鑫兴社区、开元社区、徐孟柳社区村、卞庙社区村、邱许社区村、三官庙社区村和邓井子社区村。